# Vranjača (špilja)
Špilja Vranjača krška je špilja smještena u podnožju središnjeg dijela Mosora, s njegove sjeverne strane u blizini sela Kotlenicā, na području Dugopolja pokraj Splita. Pristup špilji moguć je iz smjera Dugopolja, a do špilje vodi 300 metara dugačka makadamska cesta koja se u Kotlenicama, u zaselku Punde, odvaja od glavne ceste. Put dalje vodi s nadmorske visine od 450 m prema mosorskom vrhu Jabukovcu (1246 m). 
Špilja je nastala na mjestu ponora presušenog vodenog toka, u rudistnom vapnencu. Od 1963. godine zaštićeni je geomorfološki spomenik prirode. Također je značajno nalazište neolitske kulture i diluvijalne faune.

## Izgled špilje
Vranjača se sastoji od dvije veće dvorane. Ulazna dvorana duljine je 65 m i u njoj nema siga. Uski hodnik na njenom kraju vodi u 100 m dugačku i 60 m metara široku dvoranu prepunu špiljskih ukrasa—stalaktita, stalagmita i kamenih zastora raznih oblika i boja.   Ukupna duljina špiljskih kanala je 360 metara, a do dna se silazi oko 65 metara.
Temperatura unutar špilje ne ovisi o godišnjem dobu i iznosi oko 15°C.

## Povijest istraživanja
Ulazna je dvorana špilje bila poznata mještanima mnogo prije nego što je drugu, prošavši kroz uski prirodni prolaz, godine 1903. otkrio vlasnik okolnog zemljišta, Kotleničanin Stipe Punda. Vijest se brzo proširila pa špilju iste godine obilazi i iscrtava Splićanin Luigi Miotto, a potom i geolog iz Beča Fritz von Kerner. Ovaj 1905. objavljuje članak Die Grotte von Kotlenice am Nordfuße der Mosor planina s opisom špilje i Miottovim nacrtima. Prvi spomen imena Vranjače nalazi se u Prirodnom zemljopisu Hrvatske Dragutina Hirca iz 1905. godine. Dvojica profesora splitske Visoke realke, Umberto Girometta i Ramiro Bujas, osnivaju špiljarsku sekciju i sa svojim učenicima istražuju špilju te u periodu 1911. – 1914. javljaju o svojim nalazima. Girometta pronalazi novu vrstu bezvidnog špiljskog pauka, po njemu nazvanu Stalita Giromettai.
Špilja postaje dostupna široj javnosti tek 1929. kada na Giromettin nagovor lokalna vlast i narod uz članove Sekcije za istraživanje krških pojava Hrvatskog planinarskog društva Mosor iz Splita i pod vodstvom rudarskog inženjera Rade Mikačića grade pristupnu cestu, stube s rukohvatima od konopa, staze unutar špilje i postavljaju električnu rasvjetu.
U nizu istraživanja 1934. i 1935. godine Girometta ispod slojeva gline, ilovače i pepela nalazi komade ranoneolitičkog neukrašenog i slabo pečenog posuđa te nagorene fragmente kostiju postdiluvijalnih životinja. U dubljim slojevima nalazi rogovlje jelena Cervus dama i kosti izumrle vrste špiljskog medvjeda Ursus spealeus.

## Vanjske poveznice
|  | Zajednički poslužitelj ima još gradiva o temi Vranjača (špilja) |